# الهجمات الإلكترونية للجنة الوطنية الديمقراطية

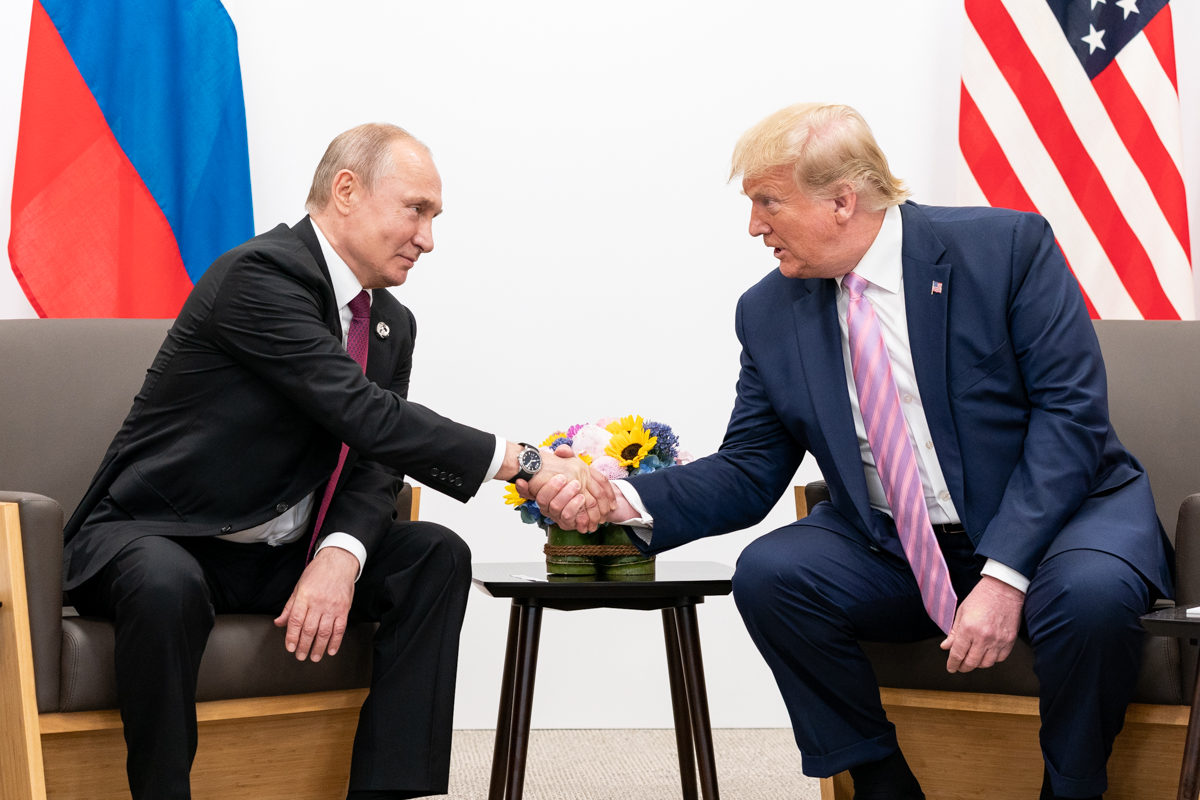
الرئيس دونالد ترامب في لقاء ثنائي مع رئيس الاتحاد الروسي فلاديمير بوتين خلال قمة مجموعة العشرين، 28 يونيو 2019، في أوساكا، اليابان

وقعت الهجمات الإلكترونية للجنة الوطنية الديمقراطية في عامي 2015 و 2016، حيث تسلل قراصنة الكمبيوتر إلى شبكة الكمبيوتر التابعة للجنة الديمقراطية الوطنية (DNC)، مما أدى إلى اختراق البيانات. صرح بعض خبراء الأمن السيبراني، وكذلك حكومة الولايات المتحدة، بأن التجسس الإلكتروني كان من عمل وكالات الاستخبارات الروسية. الأدلة الجنائية التي تم تحليلها من قبل عدة شركات الأمن السيبراني، مثل كراودسترايك، فيديليس، و مانديانت (أو فايرآي)، جميعا تشير بقوة إلى أن اثنين من وكالات الاستخبارات الروسية تسللت إلى أنظمة الكمبيوتر لدى اللجنة الوطنية اليمقراطية. كشفت شركة الأمن السيبراني الأمريكية كراودسترايك، التي أزالت برامج القرصنة، تاريخًا من اللقاءات مع كلتا المجموعتين، وأطلقت عليهما مسميات، وصفة أحداهما باسم كوزي بير ‏ والأخرى بمسمى فانسي بير، وهي الأسماء التي تستخدم في وسائل الإعلام.
في 9 ديسمبر 2016، أبلغت وكالة المخابرات المركزية الأمريكية المشرّعين الأمريكيين بأن مجتمع الاستخبارات الأمريكي خلص إلى أن روسيا أجرت الهجمات الإلكترونية وغيرها من العمليات خلال انتخابات الولايات المتحدة عام 2016 لمساعدة دونالد ترامب في الفوز بالرئاسة. خلصت وكالات استخبارات أمريكية متعددة إلى أن أفرادًا معينين مرتبطين بالحكومة الروسية زودوا ويكيليكس برسائل البريد الإلكتروني المسروقة من اللجنة الديمقراطية، فضلاً عن رسائل البريد الإلكتروني المسروقة من رئيس حملة هيلاري كلينتون، والتي كانت أيضًا هدفًا للهجوم الإلكتروني ‏. بالإضافة إلى ذلك، خلصت منظمات الاستخبارات إلى أن روسيا اخترقت اللجنة الوطنية للحزب الجمهوري الجمهوري (RNC) بالإضافة إلى تلك للحزب الديمقراطي DNC ، لكنها اختارت عدم تسريب المعلومات التي تم الحصول عليها من الجمهورين.

## الهجمات الإلكترونية والمسؤولية
بدأت الهجمات الإلكترونية التي اخترقت بنجاح أنظمة حواسيب اللجنة في عام 2015. بدأت هجمات كوزي بير في صيف عام 2015. بدأت هجمات فانسي بير في أبريل 2016. بعد أن بدأت مجموعة فانسي بير أنشطتها، أصبح النظام الهجومي واضحًا. كان من المفترض أن المجموعات كانت تتجسس على الاتصالات، وسرقة الأبحاث المعارضة لدونالد ترامب، وكذلك قراءة كامل البريد الإلكتروني ونصوص الدردشة. تم الكشف عن عمل المجموعتين بواسطة كراود سترايك في مايو 2016. وتم طرد كلا المجموعتين بنجاح من أنظمة اللجنة في غضون ساعات بعد اكتشاف عملهما. تعتبر هذه الهجمات جزءًا من مجموعة من الهجمات الأخيرة التي استهدفت الدوائر الحكومية الأمريكية والعديد من المنظمات السياسية، بما في ذلك منظمات الحملات الانتخابية لعام 2016.